# Morpho incertus
Morpho incertus är en fjärilsart som beskrevs av Le Moult 1933. Morpho incertus ingår i släktet Morpho och familjen praktfjärilar. Inga underarter finns listade i Catalogue of Life.